# Sándor György (producer)
Sándor György (Budapest, 1952. június 5.) filmproducer.

## Életpályája
1970-ben lépett be a Magyar Filmgyártó Vállalathoz. Gyakornoki évei után 24 évesen a filmgyár legfiatalabb gyártásvezetője lett. Dolgozott a Balázs Béla Stúdióban, a játékfilm stúdiókban, valamint a néhai filmgyári 2-es telepen, a rövidfilm stúdiókban. Felsőfokú tanulmányait a Színház és Filmművészeti Főiskolán végezte.
Cannesi díjnyertes reklámfilmektől a számtalan dokumentumfilmig, nemzetközi játékfilm produkciókon át szerezte szakmai tapasztalatait a filmkészítésben.Cca. 880 dokumentumfilm és 1500 reklámfilm gyártásvezetője.
1990-ben egyik alapítója volt az első magánfilmgyárnak, a Filmiroda Rt-nek.
1995-ben létrehozta Filmszem Stúdió elnevezésű önálló filmgyártó cégét, mely a mai napig működik. Ekkor már dokumentumfilmek szerkesztője, rendezője, vágója volt.
2000-től a Filmszem Stúdió keretein belül hosszabb dokumentumfilmek, nemzetközi idegenforgalmi filmek producere, szerkesztője, rendezője.
2015 óta a Metropolitan Egyetem óraadója gyártási és produceri ismeretek tantárgyból.
A Magyar Filmakadémia tagja.

## Fontosabb munkái
- 1970-72 – Játékfilmes gyakornok többek között a Hahó öcsi! című filmben, a Május 1. New Yorkban című televíziós filmben
- 1972-74 – Felvételvezető a filmgyári rövidfilm stúdiókban
- 1974-76 – Felvételvezető a Balázs Béla Stúdióban (Bódy Gábor Amerikai Anzix című filmjének felvételvezetője és egyik szereplője)
- 1976-1990 – A filmgyári rövidfilm stúdiókban gyártásvezető. Az ekkor készült Sas István filmrendező reklámfilmjeinek gyártásvezetője.[2]
- 1990-2000 – Filmiroda Rt. producere, produkciós vezetője. Jelentősebb filmjei Sas Istvánnal.[3]
- 2010 – Mi Ricordo Anna Frank, olasz-magyar koprodukciós játékfilm gyártásvezetője[4]
- 2000-től a Filmszem Stúdió producereként hosszabb idegenforgalmi filmek,[5] PR filmek, videóklipek, dokumentumfilmek és nemzetközi játékfilmek gyártója.
- Liszt-maraton (2011, rendező-producer), a magyarországi Liszt-évről készült emlékfilm
- Mégiscsak érdemes ilyen öregnek lenni (2013, rendező-producer), dokumentumfilm Vásáry Tamás zongoraművész-karmesterről nyolcvanadik születésnapja alkalmából[6]
- Szavakon túl (2014, rendező-producer), dokumentumfilm Vásáry Tamás életéről
- Szabálytalanul szabályost játszani (2014, szerkesztő-producer), magyar jazzdobosok története[7][8]
- Gravitáció, a kötődés természete (2016, producer) [9][10]
- A magyar Schindler (2017, szerkesztő), Jeretzián Ara története a második világháborúban [11][12][13]
- Rózsa Miklós a Filmzenekirály (2018, producer)[14][15]
- Hazatérők (2019, producer), Trianon-témájú dokumentumfilm[16][17]
- Szikla - Lángok ölelésében (2021, producer), a Budai Vár lakóinak kalandos élete 1944 és 1965 között
- Üzenet (2024-25, rendező), portréfilm a 90 éves Vásáry Tamásról[18]